# 小尾负鼠亚属
小尾負鼠亚屬（學名：Micoureus），又名小尾負鼠屬或綿鼠負鼠屬，是新熱帶界哺乳綱負鼠目負鼠科鼠負鼠屬（Marmosa）的一個亞屬。而與小尾負鼠屬同科的動物尚有短尾負鼠屬（短尾負鼠）、林負鼠屬（安氏負鼠）、四眼負鼠屬（四眼負鼠）等之數種哺乳動物。
小尾負鼠原是一個獨立的屬，2009年被分類為鼠負鼠屬之下的一個亞屬。

## 分佈
本屬物種分佈於中、南美洲。

## 物種
以下為本亞屬的物種：
- 阿氏綿鼠負鼠（英语：Marmosa alstoni） Marmosa alstoni（英语：Marmosa alstoni）
- 白腹綿鼠負鼠（英语：Marmosa constantiae） Marmosa constantiae（英语：Marmosa constantiae）
- 綿鼠負鼠 Micoureus demerarae
- 塔氏綿鼠負鼠（英语：Marmosa paraguayana） Marmosa paraguayana（英语：Marmosa paraguayana）
- 小綿鼠負鼠（英语：Marmosa phaea） Marmosa phaea（英语：Marmosa phaea）：又名倭綿鼠負鼠
- 突尾綿鼠負鼠（英语：Marmosa regina） Marmosa regina（英语：Marmosa regina）

## 外部連結
Template:Didelphimorphia